# Трофимов, Тит Трофимович
Тит Трофи́мович Трофи́мов (11 апреля [28 марта] 1900), деревня Видесючь, Казанская губерния — 9 октября 1985, Москва) — советский учёный-ботаник.

## Биография
Сын крестьянина из д. Видесючь. Чуваш. В семье было ещё два сына, старший Андрей и младший Иван.
Окончил Аликовскую школу. Выпускник Московского института инженеров земли (1926) и биологического факультета МГУ имени М. В. Ломоносова (1937). Кандидат биологических наук. В 1951 году стал первым заведующим Дендрарием на новой территории Ботанического сада МГУ на Воробьёвых горах и возглавлял этот отдел на протяжении более двадцати лет. Более 20 лет изучал и селекционировал облепиху. В своих работах пришёл к выводу о существовании внутри вида следующих географических рас: сибирской, центрально-среднеазиатской, кавказской и западноевропейской.
Автор известных книг «Облепиха» и «Облепиха в культуре».
В честь Тита Трофимовича названы сорта облепихи «Трофимовская» и пиона древовидного «Тит Трофимов»., выведенных в МГУ.

## Семья
Отец — Трофим Алексеев (1869—1937), крестьянин.
Старший брат — Андрей (1894—1947), известный чувашский педагог и организатор образования.
Младший брат — Иван (1907—1991), заведующий кафедрой патологической анатомии Казанского ветеринарного института (1959—1979), доктор ветеринарных наук (1959).
Жена — Нина Назаровна Обидейко (1914—1993), выпускница химического факультета МГУ .
Дети:
- Виктор (род. 1937, Москва) — доктор геолого-минералогических наук, профессор, заведующий кафедрой инженерной и экологической геологии МГУ им. М. В. Ломоносова, декан геологического факультета МГУ (1988—1992), проректор МГУ (1992—2016), заслуженный деятель науки РФ (1998).
- Людмила (род. 1938, Москва) — кандидат биологических наук.
- Валентина (род. 1943, с. Аликово, Чувашия) — кандидат биологических наук.
- Борис (1946, Москва — 1995, Москва) — кандидат геолого-минералогических наук.